# Enrico Caetani
Enrico Caetani (Sermoneta, 6 de agosto de 1550 - Roma, 13 de dezembro de 1599) foi um cardeal do século XVII

## Biografia
Nasceu em Sermoneta em 6 de agosto de 1550. Nobre romano e patrício napolitano. Segundo filho de Bonifacio Caetani, signore de Sermoneta, e Caterina Pio di Carpi. Descendente da família do Papa Bonifácio VIII. Sobrinho do cardeal Niccolò Caetani (1536). Tio dos cardeais Bonifazio Caetani (1606) e Antonio Caetani (1621). Tio-avô do cardeal Luigi Caetani (1626). Outro membro da família foi o cardeal Antonio Caetani (1402).
Estudou na Universidade de Perugia, onde obteve o doutorado in utroque iure , direito canônico e civil, em 1571..
Ingressou na prelatura romana, em 1571. Doado pelo Papa Gregório XIII (1572-1585) com uma rica abadia. Referendário dos tribunais da Assinatura Apostólica da Justiça e da Graça, 1571. Encarregado pelo papa de socorrer os pobres que colocara na igreja de S. Sisto, em Roma; exerceu o cargo por quinze anos. Protonotário apostólico. Abade de San Leonardo di Puglia..
Eleito patriarca titular de Alexandria, 29 de julho de 1585. Consagrado, 11 de agosto de 1585, Capela Sistina, Roma, pelo cardeal Giulio Antonio Santorio, auxiliado por Massimiliano Palumbara, arcebispo de Benevento, por Annibale de Capua, arcebispo de Nápoles, e por Wilhelmus Lindanus, bispo de Roermond..
Criado cardeal sacerdote no consistório de 18 de dezembro de 1585; recebeu o chapéu vermelho e o título de S. Pudenziana, 15 de janeiro de 1586. Legado em Bolonha, 22 de agosto de 1585 até 26 de outubro de 1587. Camerlengo da Santa Igreja Romana, 26 de outubro de 1587 até 13 de dezembro de 1599. Legado a latere na França para obter a eleição de um novo rei católico após a morte de Henrique III, 25 de setembro de 1589 até agosto de 1590. Não participou do Conclave de setembro de 1590, que elegeu o Papa Urbano VII, porque estava em sua legação na França. Não participou do Conclave do outono de 1590, que elegeu o Papa Gregório XIV, pois ainda estava em sua legação na França. Nomeado pelo Papa Gregório XIV (1590-1591) chefe da Congregação para os Assuntos Franceses. Governador do mosteiro de Saint-Martin, Laon, 1º de abril de 1591. Participou do conclave de 1591, que elegeu o Papa Inocêncio IX. Participou do conclave de 1592, que elegeu o Papa Clemente VIII. Legado a latere na Polônia, de 3 de abril de 1596 a 23 de junho de 1597..
Morreu em Roma em 13 de dezembro de 1599. Sepultado na igreja de S. Pudenziana, Roma.